# Gastronomía de la Edad Media

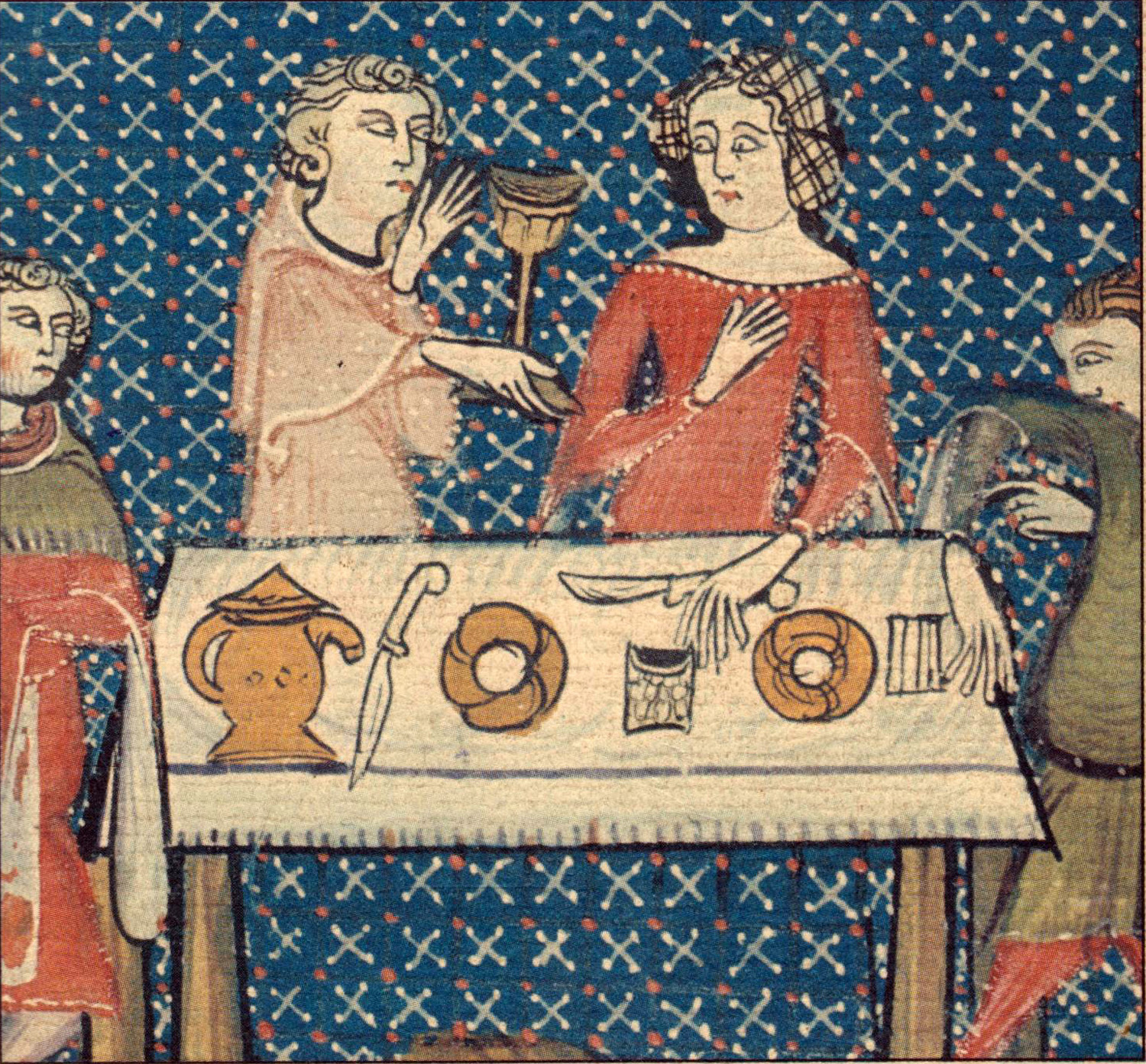
Cata de vinos de nobles franceses.
Livre d'heures de la reine Yolande. Biblioteca Méjanes de Aix-en-Provence.

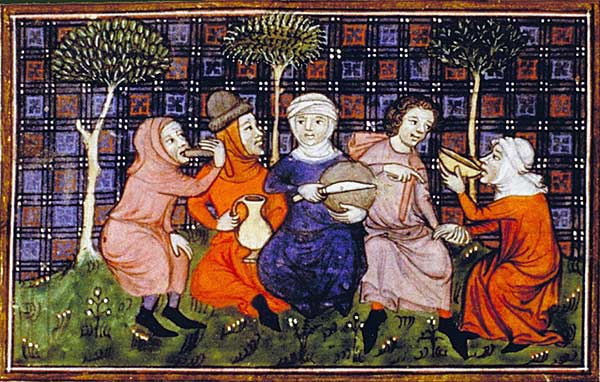
Grupo de campesinos compartiendo una comida sencilla de pan y bebida.
Livre du roi Modus et de la reine Ratio. Biblioteca Nacional de Francia.

La gastronomía medieval es el conjunto de alimentos, hábitos alimenticios y prácticas culinarias de diferentes países europeos durante la Edad Media, que duró del siglo V al XV. Durante este período, las dietas y la cocina cambiaron menos que en la Edad Moderna temprana que siguió, cuando esas transformaciones ayudaron a sentar las bases de la gastronomía europea moderna. Los cereales continuaron siendo el alimento básico más importante durante la Alta Edad Media, ya que el arroz se introdujo tarde y la papa se incorporó en 1536, con una fecha muy posterior al consumo generalizado. Los pobres comían cebada, avena y centeno. El trigo era para las clases gobernantes. Eran consumidos como pan, gacha, gruel y pasta por todos los miembros de la sociedad. Las habas y las verduras eran complementos importantes en la dieta basada en cereales de las clases inferiores. (Las especies del género Phaseolus, especialmente P. vulgaris o frijol, provenían del Nuevo Mundo y se introdujeron después del intercambio colombino en el siglo XVI).
La carne era muy cara y, por lo tanto, más prestigiosa. La carne de caza era común solo en las mesas de la nobleza. Las carnes de carnicero más frecuentes eran la de cerdo, pollo y otras aves domésticas; la carne de res era menos común, porque requería una mayor inversión en tierra. El bacalao y el arenque eran el sostén principal de las poblaciones del norte; secos, ahumados o salados, se abrieron paso hacia el interior del continente, aunque también se consumió una gran variedad de otros peces de agua salada y dulce.

## Normas dietarias
La gastronomía de las culturas de la cuenca mediterránea desde la antigüedad se había basado en los cereales, particularmente en varios tipos de trigo. La gacha, el gruel y, más tarde, el pan se convirtieron en el alimento básico, constituyendo la mayor parte del consumo de calorías por la mayoría de la población. Desde los siglos VIII al XI, la proporción de varios cereales en la dieta aumentó de aproximadamente un tercio a tres cuartos. La dependencia del trigo siguió siendo significativa a lo largo de la era medieval y se extendió hacia el norte con el surgimiento del cristianismo. Sin embargo, en climas más fríos, por lo general, era inaccesible para la población mayoritaria y se asociaba con las clases más altas. La importancia crucial del pan en los rituales religiosos, como la eucaristía, se traducía en un prestigio especialmente alto entre los alimentos. Solo el vino y el aceite (de oliva) tenían un valor comparable, pero ambos permanecieron bastante exclusivos fuera de las regiones más cálidas de cultivo de uva y aceituna. El rol simbólico del pan como sustento y sustancia se ilustra en un sermón dado por Agustín de Hipona:

Este pan rememora vuestra historia [...] Fuisteis llevados a la era del Señor y limpiados [...] Mientras esperabas el catecismo, erais como el trigo guardado en el granero [...] En la pila bautismal os hiñeron en una sola masa. En el horno del Espíritu Santo fuisteis horneados en el verdadero pan de Dios.

### La Iglesia

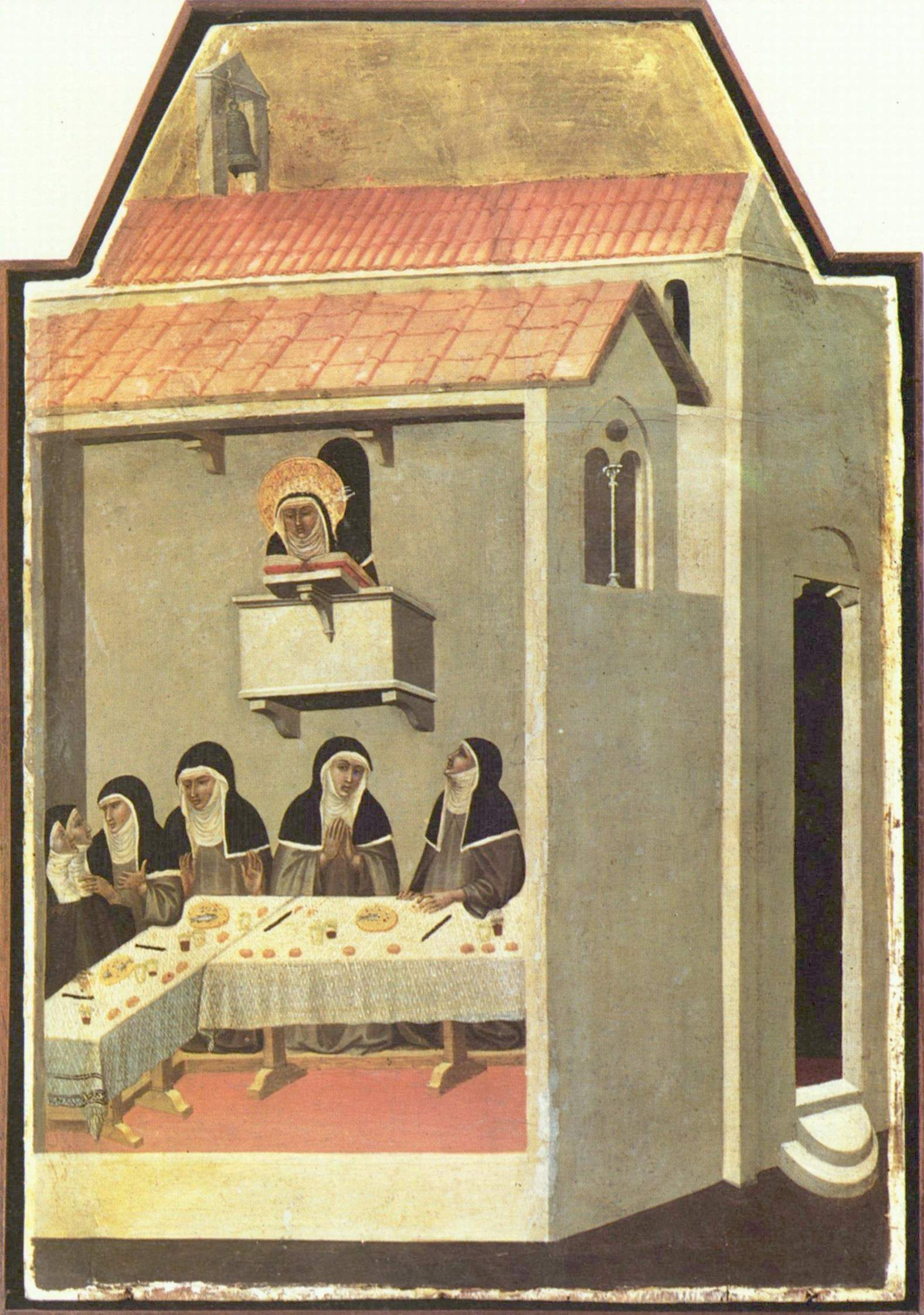
Monjas cenando en silencio mientras escuchan una lectura de la Biblia. Es de resaltar el empleo de las manos para la comunicación.
Beata Umiltà riesce miracolosamente a leggere nel refettorio di Santa Perpetua (Pietro Lorenzetti, 1341).

Las Iglesias católica, ortodoxa y sus calendarios tuvieron una gran influencia en los hábitos alimenticios; el consumo de carne estaba prohibido durante un tercio del año para la mayoría de los cristianos. Todos los productos animales, como los huevos y los productos lácteos —excepto el pescado— generalmente estaban vedados durante la Cuaresma y el ayuno. Además, era costumbre que los ciudadanos ayunaran antes de participar de la eucaristía. Estos ayunos eran ocasionalmente de un día completo y requerían una abstinencia total.
Tanto las iglesias orientales como las occidentales ordenaron que el festín se alternara con ayuno. En la mayor parte de Europa, los viernes eran días de ayuno, el cual se observaba en varios otros días y períodos, como la Cuaresma y el Adviento. La carne y los productos animales como la leche, el queso, la mantequilla y los huevos no estaban permitidos, solo el pescado. El ayuno tenía la intención de mortificar el cuerpo y vigorizar el alma, recordando a los fieles al ayuno del sacrificio de Cristo por la humanidad. La intención no era retratar ciertos alimentos como impuros, sino enseñar una lección espiritual de autocontrol mediante la abstención. Durante los días de ayuno particularmente estrictos, el número de comidas diarias también se redujo a una. Incluso si la mayoría de los fieles respetaba estas restricciones y generalmente hacía penitencia cuando las violaba, también había numerosas formas de eludirlas, un conflicto de ideales y otras prácticas, como las que resumió Bridget Ann Henisch:

Es naturaleza del hombre construir la jaula más complicada de reglas y regulaciones en las cuales atraparse y, luego, con igual ingenio y vivacidad, curvar su cerebro ante el problema de salir triunfante de nuevo. La Cuaresma era un desafío; el juego consistía en descubrir vacíos [a las reglas].

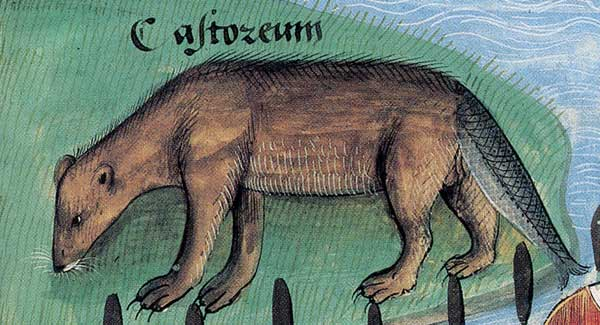
Durante la Edad Media, se creía que las colas de castor compartían la misma naturaleza de la de un pez, por lo que se podían comer en días de ayuno.
Livre des simples médecines (c. 1480).

Si bien los productos animales debían evitarse en tiempos de penitencia, frecuentemente prevalecían compromisos pragmáticos. La definición de «pez» habitualmente se extendía a animales marinos y semiacuáticos, como ballenas, barnaclas cariblancas, frailecillos e incluso castores. La elección de los ingredientes posiblemente era limitada, aunque eso no significaba que las comidas fuesen más pequeñas. Tampoco hubo restricciones contra el consumo (moderado) de alcohol o de dulces. Los banquetes celebrados en los días de pescado probablemente eran espléndidos y eran ocasiones populares para servir alimentos que imitaban carne, queso y huevos de varias maneras ingeniosas. El pescado se podía moldear para que pareciera carne de venado, y se podían hacer huevos falsos rellenando cáscaras vacías con huevas de pescado y leche de almendra y cocinándolas en brasas. Mientras que los funcionarios eclesiásticos bizantinos adoptaron un enfoque de línea dura y desalentaron cualquier refinamiento culinario para el clero, sus homólogos occidentales fueron mucho más indulgentes. Tampoco faltaron las quejas sobre los rigores del ayuno entre los legos. Durante la Cuaresma, reyes y colegiales, plebeyos y nobles protestaban de haber sido privados de carne durante las largas y duras semanas de solemne contemplación de sus pecados. Incluso se advirtió a los propietarios de ganado que vigilaran a los perros hambrientos frustrados por el «duro asedio de la Cuaresma y los huesos de pescado».
La tendencia a partir del siglo XIII fue hacia una interpretación más legalista del ayuno. Los nobles tenían cuidado de no comer carne en los días de ayuno, pero aun así cenaban con estilo; el pescado reemplazó a la carne, muchas veces como imitación de jamones y tocino; la leche de almendra sustituyó a la leche animal como una alternativa costosa no láctea; se cocinaban huevos falsos hechos con leche de almendras en cáscaras de huevo rotas, aromatizadas y coloreadas con especias exclusivas. En algunos casos, la generosidad de las mesas nobles era superada por los monasterios benedictinos, que servían hasta dieciséis platos durante ciertos días festivos. Con frecuencia, se hicieron excepciones al ayuno para grupos bien definidos. Tomás de Aquino creía que se debía proporcionar dispensa a niños, ancianos, peregrinos, trabajadores y mendigos, mas no a los pobres, siempre que tuvieran algún tipo de refugio. Existen muchos relatos de miembros de órdenes monásticas que ignoraron las restricciones de ayuno haciendo uso de interpretaciones ingeniosas de la Biblia. Como los enfermos estaban exentos del ayuno, poco a poco evolucionó la noción de que las restricciones solo se aplicaban al comedor principal. Muchos frailes benedictinos simplemente ingerían sus comidas de ayuno en la llamada sala de misericordia —en esos momentos— en lugar del refectorio. Funcionarios monásticos católicos recién asignados trataron de enmendar el problema de la evasión del ayuno no sólo con condenas morales, sino también asegurándose de que estuvieran disponibles en los días de ayuno platos preparados sin carne.

### Restricciones de clase social
La sociedad medieval estaba muy estratificada. En una época en que la hambruna era común y las jerarquías sociales muchas veces se imponían brutalmente, la comida era un importante marcador de estatus social, de una manera que hoy no tiene equivalente en la mayoría de los países desarrollados. Según la norma ideológica, la sociedad consistía en los tres estamentos: la plebe —es decir, las clases trabajadoras, el grupo más grande—, el clero y la nobleza. La relación entre las clases era estrictamente jerárquica, con la nobleza y el clero reclamando el poderío mundano y espiritual sobre la plebe. Dentro de la nobleza y el clero también había una serie de rangos que iban desde reyes y papas hasta duques, obispos y sus subordinados, como los sacerdotes. Se esperaba que el individuo permaneciera en su clase social y respetara la autoridad de las clases dominantes. El poder político se manifestaba no solo por autoridad, sino también ostentando riqueza. Los nobles cenaban carne de caza fresca y sazonada con especias exóticas, y lucían modales refinados en la mesa; los trabajadores toscos podían arreglárselas con pan de cebada duro, carne de cerdo salado y habas, y no se esperaba que tuvieran etiqueta. Además, las recomendaciones dietéticas eran diferentes: se consideraba que la dieta de las clases altas era tanto un requisito de su constitución física refinada como un signo de realidad económica. Se consideraba que el sistema digestivo de un señor feudal era más exigente que el de sus subordinados rústicos y requería alimentos más finos.
A finales de la Edad Media, la creciente riqueza de los mercaderes y comerciantes de clase media significó que los plebeyos comenzaban a emular a la aristocracia y amenazaron con romper algunas de las barreras simbólicas entre la nobleza y las clases bajas. La respuesta llegó en dos formas: literatura didáctica que advertía sobre los peligros de adaptarse a una dieta inapropiada para la clase social asignada y leyes suntuarias que ponen un límite a la generosidad de los banquetes de los plebeyos.

### Dietética
La ciencia médica de la Edad Media tuvo una influencia considerable en lo que se consideraba saludable y nutritivo entre las clases altas. El estilo de vida propio, como la dieta, el ejercicio, el comportamiento social apropiado y los remedios médicos aprobados era el camino hacia la buena salud, y a todos los tipos de alimentos se les asignaban ciertas propiedades que afectaban la salud de una persona. Los alimentos también se clasificaron en escalas que van desde caliente a frío y húmedo a seco, de acuerdo con la teoría de los cuatro humores corporales propuesta por Galeno y que dominó la ciencia médica occidental desde la Antigüedad tardía hasta el siglo XVII.
Los eruditos medievales pensaban que la digestión humana es un proceso similar a la cocina. El procesamiento de alimentos en el estómago era visto como una continuación de la preparación iniciada por el cocinero. Para que los alimentos se «cocinen» adecuadamente y que los nutrientes se absorban adecuadamente, era importante que el estómago se llenara de manera adecuada. Primero se consumirían alimentos fácilmente digeribles, seguidos de platos gradualmente más pesados. Si no se respetaba este régimen, se creía que los alimentos pesados se hundirían en el fondo del estómago, bloqueando así el conducto de digestión, de modo que los alimentos se digerirían muy lentamente y causarían putrefacción del cuerpo y provocarían malos humores en el estómago. También era de vital importancia que no se mezclaran alimentos de diferentes propiedades.
Antes de una comida, el estómago preferiblemente se «abría» con un aperitivo (del latín aperīre, «abrir»), que era preferiblemente de naturaleza caliente y seca: dulces de especias recubiertas de azúcar o miel similares al jengibre, la alcaravea y semillas de anís, hinojo o comino, vino y bebidas lácteas fortificadas y endulzadas. Como el estómago estaba «abierto», se debía «cerrar» al final de la comida con la ayuda de un dulce integral —más comúnmente una peladilla, que durante la Edad Media consistía en terrones de azúcar con especias— o un hipocrás, un vino saborizado con especias aromáticas, acompañado de queso curado. Idealmente, una comida comenzaba con fruta fácilmente digerible, como las manzanas. Sería seguida por vegetales como lechuga, repollo, verdolaga, hierbas, frutas húmedas, carnes ligeras —como pollo o cabrito— con potajes y caldos. Después de eso venían las carnes «pesadas», como la de cerdo y la de res, y las verduras y nueces, como las peras y las castañas, ambas consideradas difíciles de digerir. Era popular y recomendado por expertos médicos finalizar la comida con queso añejo y varios dulces integrales.
La comida ideal era la que más se asemejaba al humor de los seres humanos, es decir, moderadamente cálido y húmedo. Preferentemente, los alimentos también se debían picar finamente, moler, machacar y colar para lograr una verdadera mezcla de todos los ingredientes. Se creía que el vino blanco era más fresco que el tinto, y se aplicaba la misma distinción al vinagre rojo y blanco. La leche era moderadamente tibia y húmeda, pero se creía que la leche de diferentes animales difería. Las yemas de huevo se consideraban tibias y húmedas, mientras que las claras eran frías y húmedas. Se esperaba que los cocineros expertos se ajustaran al régimen de la medicina humoral. Incluso si esto limitaba las combinaciones de alimentos que podían prepararse, el jefe de cocina aún tenía un amplio margen de variación artística.

### Estructura calórica
El contenido calórico y la estructura de la dieta medieval variaron con el tiempo, de una región a otra y entre clases sociales. Sin embargo, para la mayoría de las personas, la dieta tendía a ser alta en carbohidratos, con la mayoría de las calorías proporcionadas por cereales y alcohol (como la cerveza), que constituían la mayor parte del presupuesto. Aunque la carne era muy valorada por todos, las clases bajas generalmente no podían costearla, ni la Iglesia les permitía consumirla todos los días. En la Inglaterra del siglo XIII, la carne contribuía con una porción insignificante de calorías a la dieta típica de un trabajador de la mies; sin embargo, su aportación aumentó después de la peste negra y, en el siglo XV, proporcionaba alrededor del 20 % del total. Incluso entre la nobleza laica de la Inglaterra medieval, el grano suministraba del 65 al 70 % de las calorías a principios del siglo XIV, aunque se incluía un generoso abastecimiento de carne y pescado, y su consumo de carne aumentó también después de la peste negra. En una casa aristocrática inglesa de principios del siglo XV, de las que hay registros detallados disponibles —como el del conde de Warwick—, los aristócratas rurales de la familia recibían una pasmosa cantidad de 3.8 libras (1.7 kg) de carnes variadas en una comida típica de carne en otoño y 2.4 libras (1.1 kg) en invierno, además de 0.9 libras (0.41 kg) de pan y 1⁄4 de galón imperial (1.1 L) de cerveza o posiblemente vino. También posiblemente tenían dos comidas de carne por día, cinco días a la semana, excepto durante la Cuaresma. En el hogar de Henry Stafford en 1469, los aristócratas rurales recibían 2.1 libras (0.95 kg) de carne por comida, mientras que los demás obtenían 1.04 libras (0.47 kg), todos comían 0.4 libras (0.18 kg) de pan y 1⁄4 de galón imperial de alcohol. Además de estas cantidades, desayunaban algunos miembros de estos hogares —generalmente una minoría—, lo que no incluiría carne, pero probablemente otro cuarto de galón imperial de cerveza y cantidades inciertas de pan y cerveza que pudieron haberse consumido entre comidas. La dieta del señor de la casa difería un poco de esta estructura, con menos carne roja, más caza silvestre de alta calidad, pescado fresco, fruta y vino.
En los monasterios, la estructura básica de la dieta era establecida por la regla de san Benito en el siglo VII y endurecida por el papa Benedicto XII en 1336, pero, como se mencionó anteriormente, los monjes eran expertos en «moverse alrededor» de estas reglas. El vino estaba restringido a aproximadamente 10 onzas líquidas imperiales (280 ml) por día, aunque no había un límite correspondiente para la cerveza. En la abadía de Westminster, a cada monje se le daba un galón imperial (4.5 L) de cerveza por día. La carne de «animales de cuatro patas» estaba prohibida en absoluto durante todo el año para todos, menos los más débiles y enfermos. Esto se evitaba en parte al declarar que los entresijos y varios alimentos procesados, como el tocino, no eran carne. Además, los monasterios benedictinos contenían una habitación llamada misericordia, donde la regla de san Benito no se aplicaba y en la que comían muchos monjes. Cada uno era enviado regularmente a la misericordia o al refectorio. Cuando el papa Benedicto XII dictaminó que al menos la mitad de los monjes debían comer en el refectorio en un día determinado, los frailes respondieron excluyendo de la cuenta a los enfermos y los invitados a la mesa del abad. En general, a un monje de la abadía de Westminster de finales del XV se le hubiesen permitido 2.25 libras (1.02 kg) de pan por día, cinco huevos por día, excepto los viernes y en la Cuaresma, dos libras (0.91 kg) de carne por día, cuatro días a la semana, excepto miércoles, viernes y sábado, en Adviento y Cuaresma, dos libras (0.91 kg) de pescado por día, tres días a la semana y todos los días durante Adviento y Cuaresma. Esta estructura calórica refleja en parte el estatus de clase alta de los monasterios medievales tardíos en Inglaterra, como en el caso de la abadía de Westminster, uno de los monasterios más ricos del país. Las dietas de los monjes en otros monasterios pudieron haber sido más modestas.
La ingesta calórica general está sujeta a cierto debate. Una estimación típica es que un hombre campesino adulto necesitaba 2900 calorías (12 000 kJ) diarias y una mujer adulta necesitaba 2150 calorías (9000 kJ). Se han propuesto estimaciones inferiores y superiores. Aquellos involucrados en trabajo físico particularmente pesado, así como marineros y soldados, pudieron haber consumido 3500 calorías (15 000 kJ) o más por día. La ingesta de aristócratas pudo haber alcanzado entre 4000 y 5000 calorías (17 000-21 000 kJ) por día. Los monjes consumían 6000 calorías (25 000 kJ) por día en días «normales» y 4500 calorías (19 000 kJ) por día en ayunas. Como consecuencia de estos excesos, la obesidad era común entre las clases altas. Los monjes, especialmente, con frecuencia padecían afecciones relacionadas con la obesidad —en algunos casos—, como la artritis.

## Variantes regionales
Las especialidades regionales, características de la cocina moderna y contemporánea temprana, no se evidencian en la escasa documentación que sobrevive. En cambio, la cocina medieval se puede diferenciar por los cereales y los aceites que dieron forma a las normas dietéticas y cruzaron las fronteras étnicas y, más tarde, nacionales. La variación geográfica en la alimentación fue principalmente el resultado de diferencias en el clima, la administración política y las costumbres locales que variaron en todo el continente. Aunque se deben evitar generalizaciones radicales, se pueden discernir áreas más o menos distintas donde dominan ciertos alimentos. En las islas británicas, el norte de Francia, los Países Bajos, las áreas de habla alemana del norte, Escandinavia y el Báltico, el clima era generalmente demasiado duro para el cultivo de uvas y aceitunas. En el sur, el vino era la bebida común de ricos y pobres —aunque el plebeyo generalmente tenía que conformarse con un vino barato de segunda molienda—, mientras que la cerveza era la bebida del vulgo en el norte y el vino una importación costosa. Los cítricos —aunque no son los tipos más comunes hoy en día— y las granadas eran comunes en todo el Mediterráneo. Los higos secos y los dátiles estaban disponibles en el norte, pero se usaban con bastante moderación en la cocina.
El aceite de oliva era un ingrediente omnipresente en las culturas mediterráneas, pero seguía siendo una importación costosa en el norte, donde los aceites de amapola, nuez, avellana común y de Lambert eran las alternativas más asequibles. La mantequilla y la manteca de cerdo, especialmente después de que la terrible mortalidad durante la peste negra las hizo menos escasas, se usaban en cantidades considerables en las regiones del norte y noroeste, especialmente en los Países Bajos. La almendra era casi universal en la cocina de clase media y alta en toda Europa y se encontraba en la ubicua y muy versátil leche de almendra, usada como sustituto en platos que de otro modo requerían huevos o leche de vaca, aunque la variedad amarga de almendras apareció mucho más tarde.

## Tiempos de comida y la etiqueta
En Europa, generalmente había dos comidas al día: almuerzo a mediodía y una cena más ligera por la noche. El sistema de dos comidas se mantuvo constante durante la Baja Edad Media. Las comidas intermedias más pequeñas eran comunes, aunque se convirtieron en una cuestión de estatus social, ya que aquellos que no tenían que realizar trabajo manual podían pasárselas. Los moralistas rehuían la idea de romper el ayuno nocturno demasiado temprano y los miembros de la Iglesia y la nobleza culta la evitaron. Por razones prácticas, los trabajadores comían el desayuno y era tolerado por los niños pequeños, las mujeres, los ancianos y los enfermos. Debido a que la Iglesia predicaba contra la gula y otras debilidades de la carne, los hombres tendían a avergonzarse de la escasa practicidad del desayuno. Se consideraban inmorales los lujosos banquetes de almuerzo y los reresopers nocturnos (del occitano rèire-sopar, «cena tardía») con cantidades considerables de brebajes alcohólicos. Estos últimos se asociaron especialmente con los juegos de azar, el lenguaje soez, la embriaguez y el comportamiento lascivo. Las comidas y los refrigerios menores eran comunes (aunque a la Iglesia tampoco les gustaba) y los trabajadores comúnmente recibían una concesión de sus empleadores para adquirir nuncheons, bocadillos para comer durante los descansos.
La comida medieval era ingerida principalmente con ayuda de cucharas, sin otro cubierto en la otra mano. Se empleaba el cuchillo en la mesa, pero generalmente no se incluía con el plato ya que se esperaba que cada uno de los comensales llevara uno consigo. Posteriormente, el cuchillo fue incluido por los hospedadores como signo de distinción a los invitados de alto rango. Antes de la comida se ofrecían a los comensales aguamaniles y paños para lavarse la cara y las manos.
La práctica más habitual era compartir las copas y recipientes donde se bebía. Esta práctica era muy común en los banquetes y era considerada un privilegio de gran etiqueta, así como partir el pan o remover en la fuente de carne ubicada en el centro de la mesa para ofrecer un pedazo al comensal vecino. La naturaleza jerárquica de la sociedad medieval reforzó estas costumbres de etiqueta donde los asistentes de baja posición ayudaban a los de rango superior, los jóvenes a los mayores y los hombres a las mujeres. Generalmente, los banquetes y las comidas colectivas eran considerados masculinos y era poco común llevar a la propia mujer a estas fiestas. Los códigos sociales hacían difícil para una mujer mantener los estereotipos de permanecer bella, delicada e inmaculada durante el transcurso de una fiesta suntuosa. La mujer del anfitrión comía a menudo en un recinto separado, aunque podía unirse al banquete cuando ya estaba a su final y los negocios ya se habían tratado.
El tenedor no era muy utilizado en la Europa medieval y no se extendió su uso hasta la era moderna. En sus inicios sólo era común su uso en Italia, debido en gran medida a que se empleaba para las pastas. Aun así, hasta el siglo xiv el uso del tenedor no fue común en todas las clases sociales. El cambio en las actitudes ante la mesa pueden verse ilustradas en las reacciones que causó en la época bizantina la princesa Theodora Doukaina, futura esposa del Dogo de Venecia Domenico Selvo, quien llegó a causar considerable consternación entre los asistentes venecianos debido a que se hacía cortar los alimentos por un esclavo eunuco y le servían las piezas en un tenedor dorado. Más tarde el obispo de Ostia se refirió a ella como la «...mujer del Doge veneciano, aquella que se descompuso en lejanas tierras».

## Ingredientes
Los ingredientes más comunes de la cocina medieval europea eran el agraz, vino y vinagre. Estos ingredientes se combinaban extensamente con azúcar para dar a muchos platos un sabor distintivo y generalmente agridulce. Las carnes más populares eran la de cerdo y pollo, mientras que la ternera era muy poco común. El bacalao y el arenque eran los pescados más habituales, sobre todo en Europa del norte. Sin embargo, existía una amplia variedad de consumo de pescado fresco. La leche de almendras, en sus variantes tanto dulces como amargas, era el alimento más empleado en los platos en que debía haber leche, tales como sopas, estofados y salsas. La leche de almendras se consumía principalmente durante la Cuaresma y los días de ayuno religioso.

### Cereales

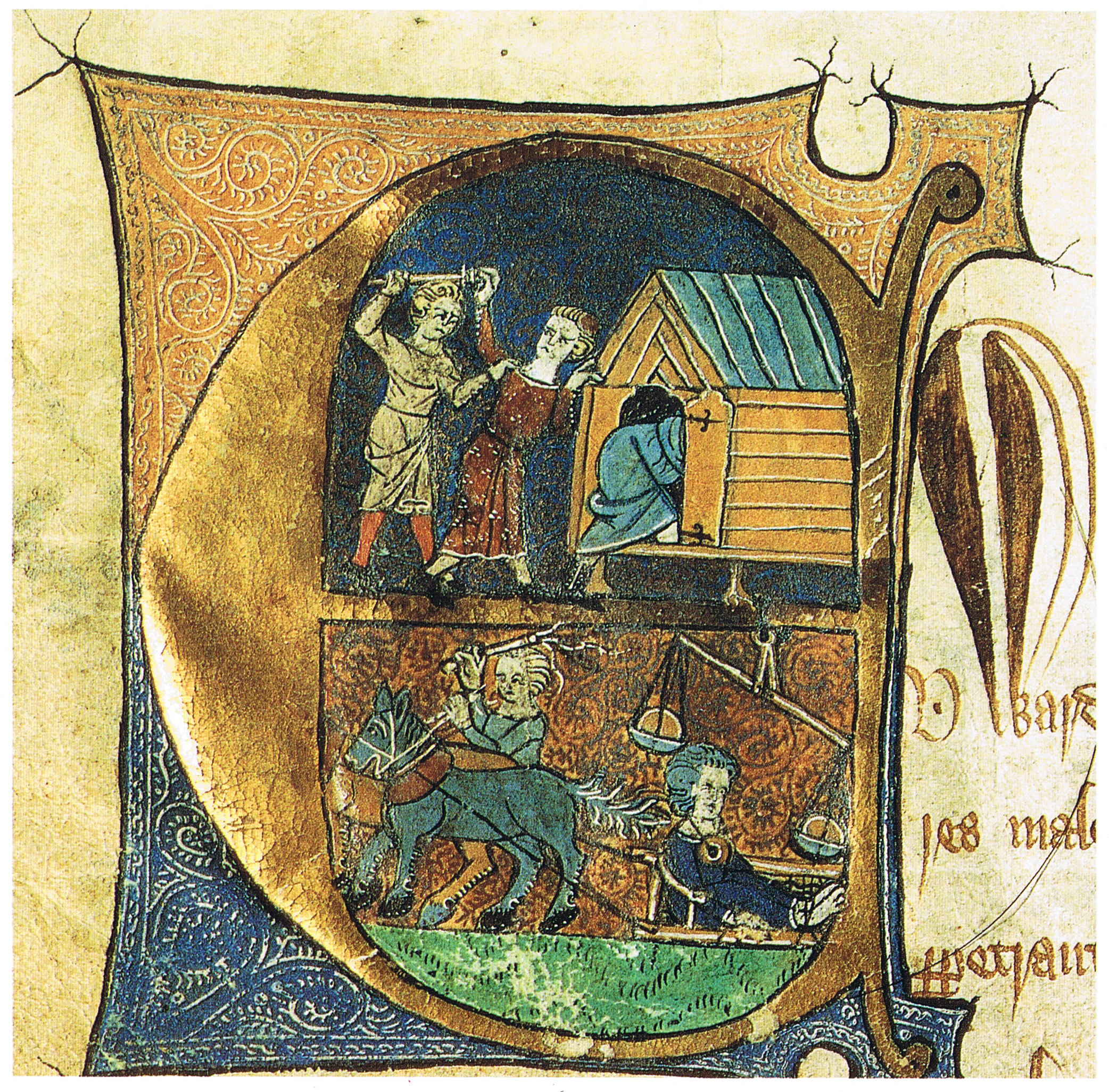
Un panadero, castigado por intentar engañar a sus clientes, es llevado sobre un carromato con un trozo de pan colgado del cuello.

La frase del padrenuestro «El pan nuestro de cada día» es casi figurativa para la mayoría de los europeos de la actualidad, pero en la Edad Media era algo más que una realidad concreta. El cereal, generalmente en forma de pan y menos en pasta, era el alimento más común entre todas las clases sociales. Se estima que el consumo de pan en varias regiones pudo llegar a ser muy similar a entre 1 y 1,5 kg por persona al día. Los granos más empleados eran el centeno, la cebada, el alforfón, el mijo y la avena. El arroz se mantuvo demasiado caro como para ser empleado y crecía sólo en el norte de Italia y en la costa este de España. No obstante, el trigo fue el cereal más habitual en Europa durante la Edad Media, considerado uno de los cereales más nutritivos, su empleo en pan denotaba estatus en la escala social, las harinas refinadas de trigo se reservaban para la elaboración de pan blanco que comerían las clases altas, mientras que las clases más bajas tomaban las harinas menos refinadas y su pan era más negro y con mayor contenido de salvado. Durante los periodos de escasez en las cosechas de cereal se empleaban como sustituto de los cereales algunos frutos secos, tales como las nueces, las legumbres secas, helechos y una amplia variedad de materia vegetal. La alternativa a aquellos que no podían adquirir pan era siempre el porridge o las gachas.
Uno de los aportes más importantes a las comidas medievales, y que se incluía en los banquetes medievales como un pequeño aperitivo, era el sops, que consistía en pequeños pedazos de pan con vino, sopa, caldo o incluso una salsa. Otro elemento común en las mesas de las comidas medievales era el frumenty, una harina de porridge cocida en caldo de carne y aliñada con especias. Las gachas se elaboraban con cualquier tipo de cereal y fue aplicado como plato a enfermos, casi siempre cocido en leche o leche de almendras y endulzado con azúcar. Los pasteles, y estaban rellenos con carne, huevo, vegetales o frutas propias de los bosques europeos. Existían también alimentos como la empanadilla y las donas, así como muchas pastas. Al final de la Edad Media comenzaron a popularizarse tanto las galletas como las obleas. Los granos de cereal, tanto en pan como en harina, eran muy empleados como espesantes de cocidos y estofados.

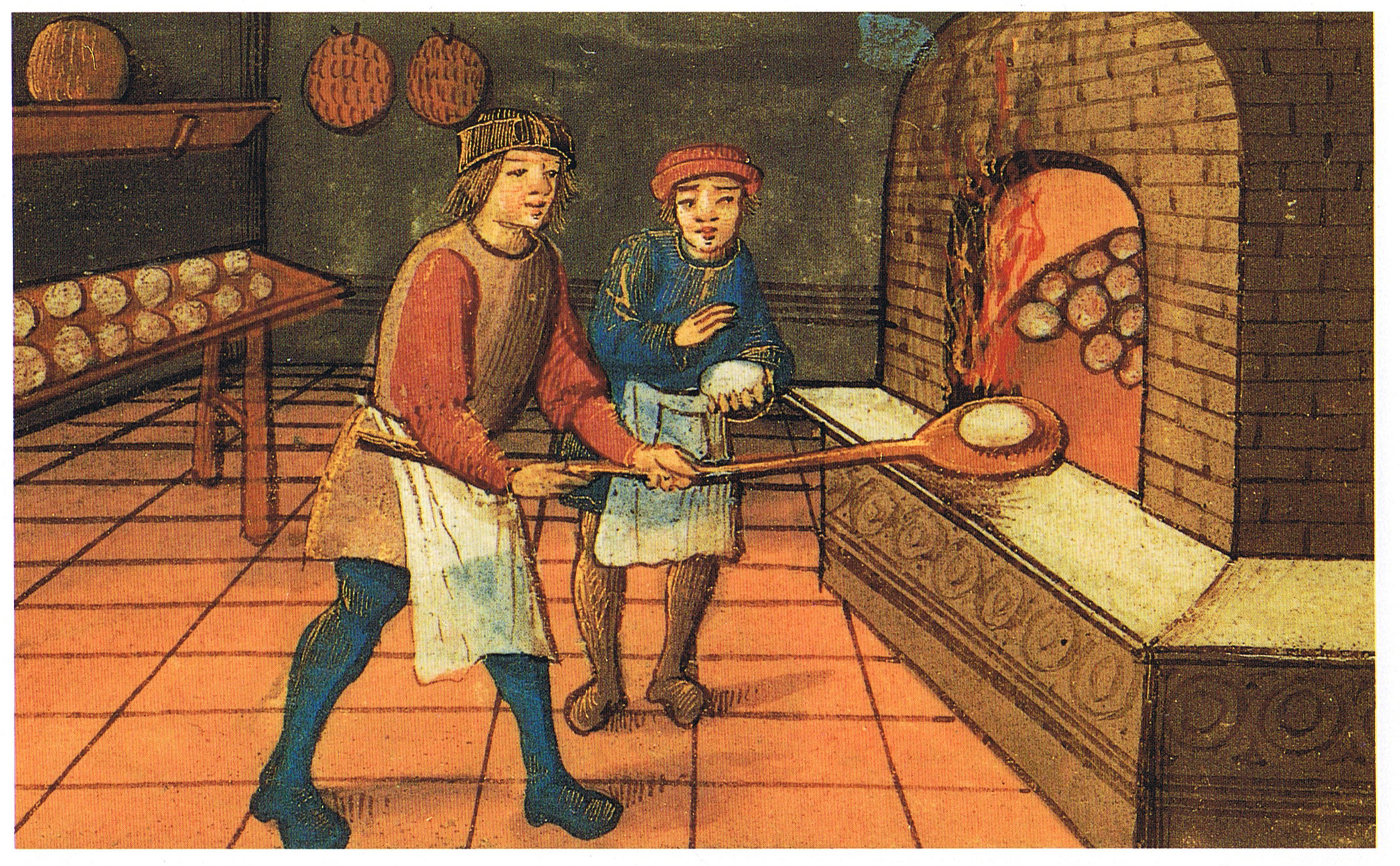
Un panadero con su asistente

La importancia del pan como alimento cotidiano convertía a los panaderos en agentes sociales de gran importancia para la comunidad. Entre los primeros gremios de la ciudad que se organizaron estaban los panaderos y las leyes y los reglamentos que fueron establecidos con el objeto de mantener estables los precios del pan. La ley inglesa denominada assisa panis et cervisiæ del año 1266 generó unas tablas muy extensas donde se definía el tamaño, el peso y el precio de un pan, así como del pan en relación con el precio del trigo. A las tablas le fueron añadidas posteriormente el coste de la leña para alimentar el horno y de la sal e incluso la mujer del panadero. Los panaderos que engañaban a sus clientes falseando las cantidades estipuladas sufrían muy severas penas. Una forma común de castigo era sujetar al delincuente unos cascabeles y arrastrarlo por la ciudad con un pan adulterado atado alrededor de su cuello.

### Frutas y vegetales

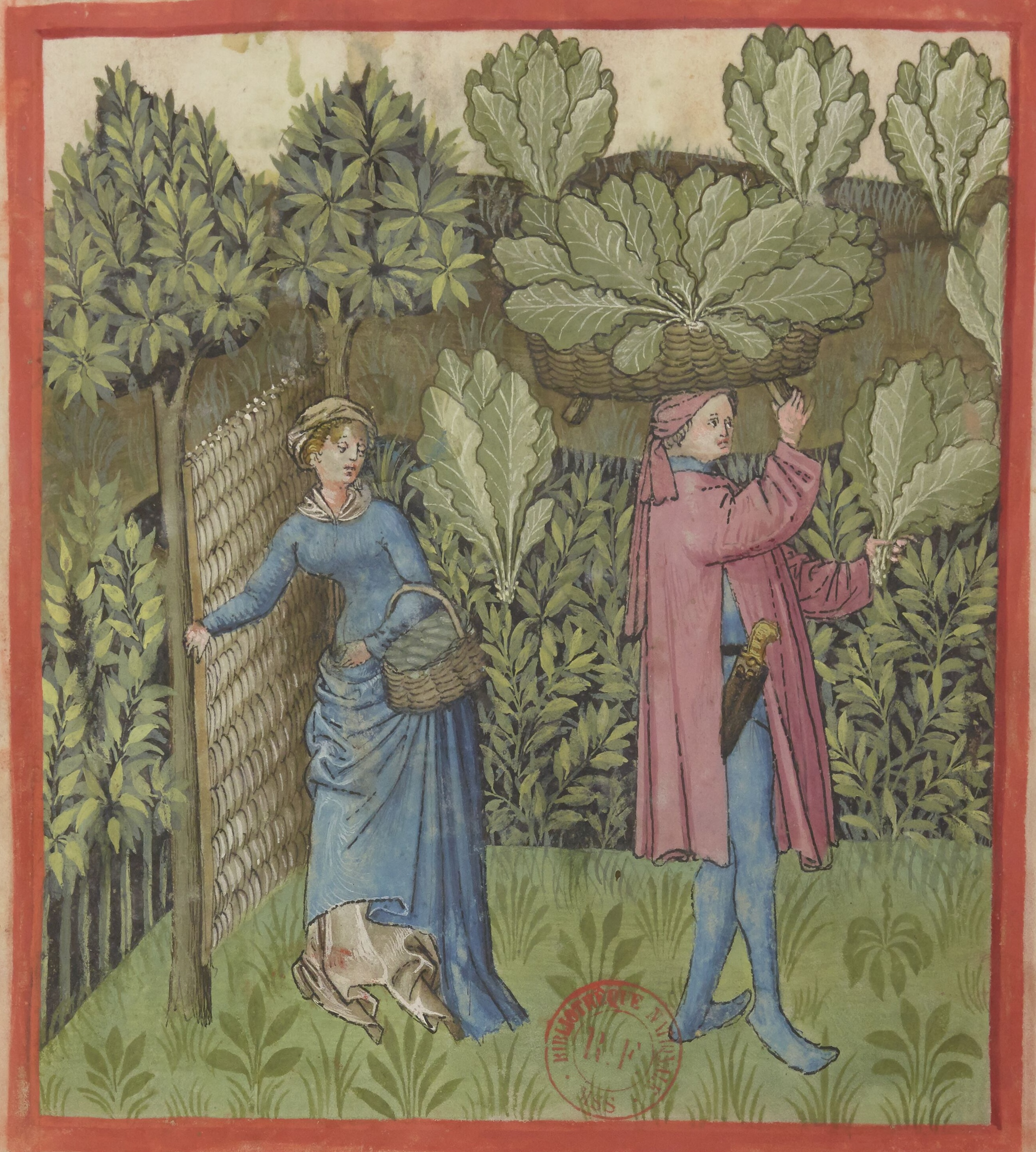
Recolección de col, siglo xv

Mientras que los cereales eran la fuente primaria de alimento diario, muchos vegetales como las coles, las remolachas, las cebollas, el ajo y zanahoria se consideraban como material alimenticio primario. Sin embargo, aunque los trabajadores consumían muchas de estas verduras a diario, se las consideraba menos prestigiosas que otras formas de alimentos, tales como la carne. Los libros de cocina de los periodos tardíos de la Edad Media contienen pocas recetas con verdura, y se incluye ocasionalmente en los potajes. La forma más básica de preparación era en forma de sopas o estofados. La zanahoria naranja, muy común hoy en día, no apareció como alimento hasta mediados del siglo xvii. Varias legumbres, como los garbanzos, las habas y los guisantes eran considerados las fuentes más importantes de proteína.
La fruta fue muy popular y se sirvió generalmente fresca (a pesar de las prescripciones médicas), seca o en conserva. Como el azúcar y la miel eran muy caros, lo más común era emplear algún tipo de fruta como edulcorante. Las frutas más elegidas en el sur de Europa eran los limones, naranjas, naranjas amargas (la variante dulce no llegó a emplearse hasta varios cientos de años después), pomelos, membrillos y uvas. En el norte de Europa las manzanas, peras, ciruelas y moras eran las frutas más comunes. El fruto del Ficus y los dátiles se consumían en toda Europa, pero no aparecen en los territorios del norte, donde tenían que ser importados.
Vegetales que hoy se consideran muy comunes en las cocinas europeas, tales como las patatas, las judías verdes, cacao, tomates, pimientos y maíz no estuvieron disponibles en las cocinas medievales hasta bien pasado el siglo xv, con el descubrimiento de América, e incluso algunos alimentos tuvieron que pasar por un largo proceso de adopción en las cocinas europeas.
Entre los siglos v y xv se consideraba de gran importancia el uso de todo producto de la tierra, como el cereal, frutas y legumbres, excepto en los pueblos germánicos, que eran afectos a la carne y no tomaban en cuenta a las verduras ni los cereales, hasta que al expandirse el barbarismo por Europa adoptaron algunas costumbres romanas como el trigo, el vino y el aceite, que más tarde se usaría para los actos religiosos característicos del cristianismo.
En el sur de Europa, específicamente en Italia, eran usados los cítricos para recetas, ya que gustaban de combinar sabores agrios, dulces y salados.

### Carnes

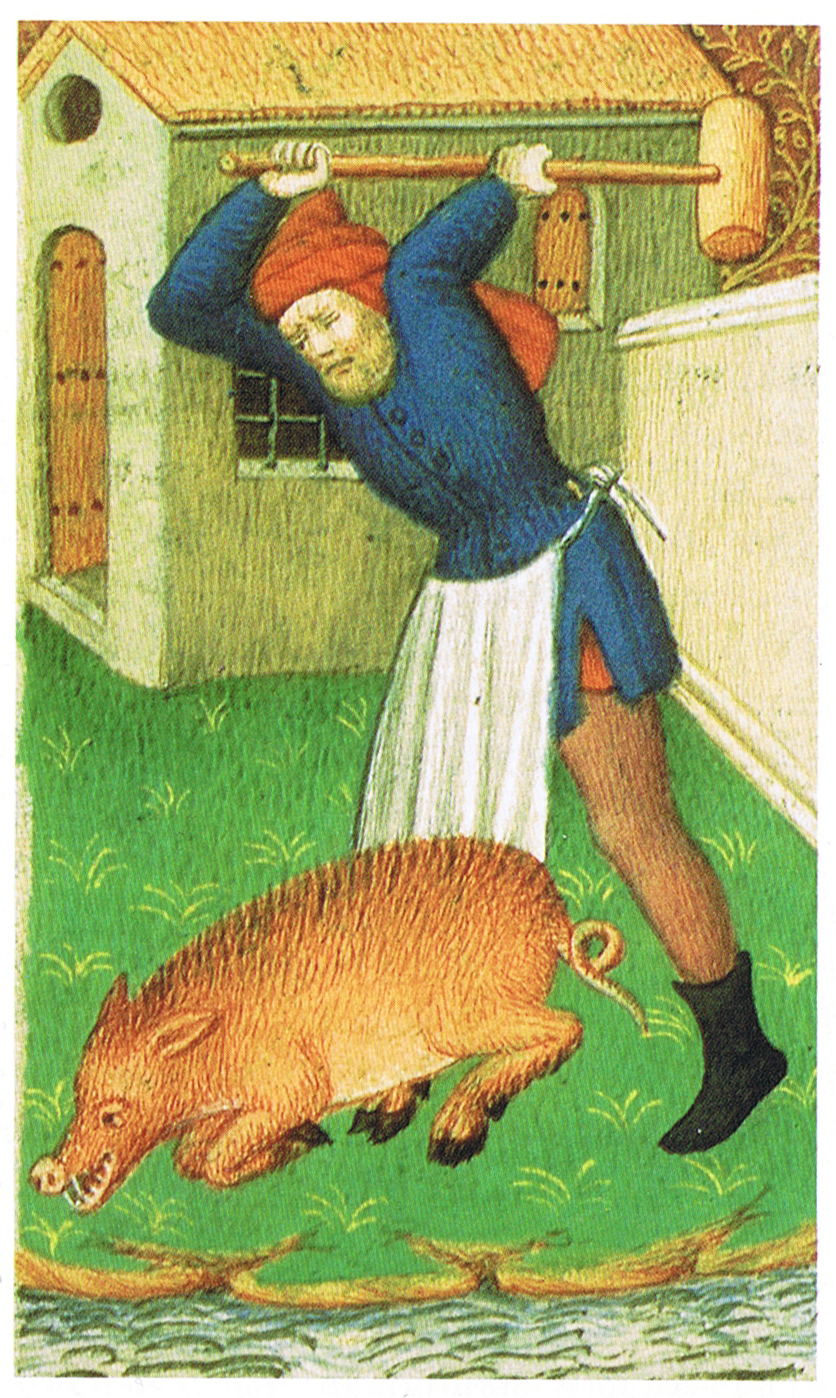
Cerdo a punto de ser sacrificado

Todas las formas de caza salvaje eran populares en las poblaciones que podían obtenerla, pero la mayor parte de la carne provenía de animales domesticados. La carne de ternera no era tan común como hoy, porque bueyes y vacas eran mucho más valiosos como animales de tiro que como potenciales productores de carne o leche. Cuando estos no podían servir más, eran sacrificados y su carne se consumía, aunque era menos apetitosa y por lo tanto menos valorada. La más común y barata de las carnes de procedencia doméstica era la de cerdo, cuya cría requería menos atención. El cerdo vivía a menudo libremente, incluso en ciudades, y era alimentado con cualquier basura orgánica de la cocina. Entre las carnes que hoy no se consideran apropiadas para el consumo, en algunas colecciones de recetas se mencionan a veces el erizo y la ardilla.
Se incluye en la alimentación cárnica una amplia gama de aves, que incluyen el cisne, la codorniz, la perdiz, a veces la cigüeña y la alondra, así como cualquier pájaro salvaje que pudiera ser cazado. El cisne y el pato fueron domesticados, pero sólo los comía la élite social y eran elogiados más por su aspecto que por la calidad de su carne. También los gansos habían sido domesticados, pero la carne de ave más popular era la de pollo. Existía la creencia de que la barnacla cariblanca no se reproducía poniendo huevos como otros pájaros, sino que crecía dentro de los percebes, razón por la cual su carne era considerada un alimento aceptable para los días de ayuno y la Cuaresma.
La cantidad de carne ingerida variaba considerablemente según las regiones consideradas. Algunas fuentes documentales —como los libros de contabilidad de los conventos o de las ciudades— dan una idea aproximada acerca de los segmentos de sociedad que consumían carne y en qué medida. Existen algunos muy detallados en Alemania que informan acerca de la ración diaria consumida por algunos grupos. Un documento del siglo xiv indica que en Berlín, Estrasburgo y Fráncfort del Óder llegaban a consumirse entre 500 g y 1 kg de carne por día.

### Pescados

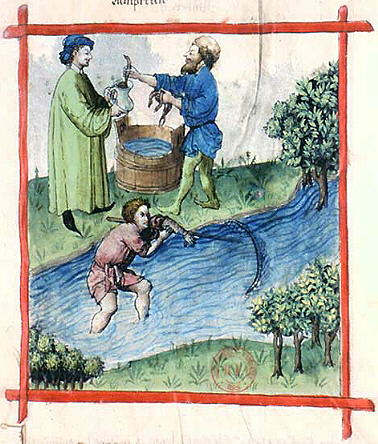
Pesca de lamprea en una corriente, siglo xv

Menos prestigioso que la carne, el pescado se ingería como alimento alternativo en los días de ayuno religioso, tales como la Cuaresma. De todas formas, su consumo solo era importante en las poblaciones costeras. El arenque y el bacalao eran habituales en las costas del océano Atlántico y del mar Báltico. El arenque tuvo gran importancia económica —que en parte aún conserva— en los pueblos del norte de Europa y fue una de las principales mercancías. El arenque ahumado elaborado en los países costeros del mar del Norte tenía un amplio mercado que llegaba hasta las fronteras lejanas de Constantinopla. Si bien se consumía pescado fresco, la mayor parte era tratada para preservarla, mediante los salazones (de los que un ejemplo actual es el bacalao), los ahumados, etc. Las poblaciones del mar Mediterráneo consumían una amplia gama de moluscos (ostras, mejillones, vieiras, etc.), algunos de los cuales procedían de ríos, como el cangrejo. Comparado con la carne, el pescado era mucho más caro para las poblaciones del interior, especialmente en la Europa Central, lo que lo vedaba como opción para la mayoría. Hay que pensar que los métodos de conservación necesarios para transportarlo en grandes cantidades eran muy rudimentarios y se centraban más en evitar olores mediante el empleo de especias aromáticas que en preservar realmente el pescado. Las luciopercas, las carpas, las percas, las lampreas y las truchas eran los pescados de agua dulce más comunes de ver en los platos. Los días de fasto también podían ingerirse mamíferos marinos, tales como las ballenas y las marsopas. El castor era considerado pescado debido a que pasaba gran parte del día en el agua.

### Hierbas y especias

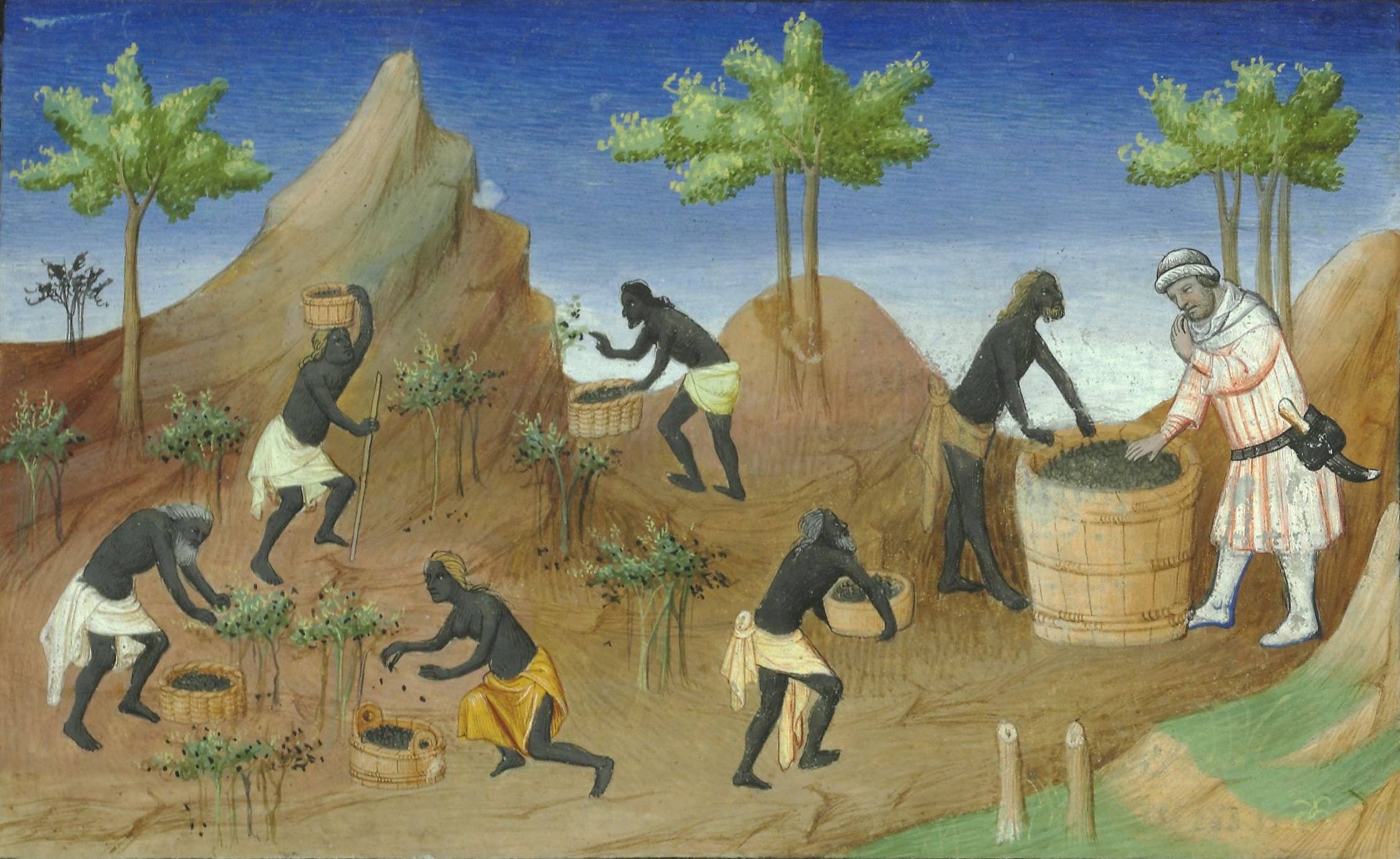
Recolectando pimienta. Ilustración procedente de una edición francesa de Los viajes de Marco Polo.

Las especias estaban entre los productos de mayor lujo disponibles. De todas ellas, las más comunes eran la pimienta negra, la canela (en su variante más asequible, la cassia), el comino, el jengibre y los clavos, algunos de ellos importados desde plantaciones de Asia y África, y eran extremadamente caras. Se ha llegado a estimar que las importaciones a Europa pudieron llegar a una cantidad que rondaba las 1000 toneladas de pimienta y 1000 toneladas de otras especias comunes que fueron importadas de la parte oriental de Europa cada año durante la Edad Media. El valor de estos bienes era equivalente a la producción de grano para dar de comer a casi 1,5 millones de personas. Si la especia más común era la pimienta negra, la más cara y exclusiva era el azafrán, empleado más como colorante (debido en parte a su aporte como color rojo vívido) que por su sabor. Muchas especias que entonces eran comunes, o incluso estaban de moda, hoy en día caen casi en el apartado de desuso en la cocina europea, por ejemplo galingale, pimienta larga y cubeb. Graino del paraíso tiene una cierta relación con el cardamomo, pero hoy en día apenas se emplea por los cocineros europeos, aunque permanece en uso en la haute cuisine en el norte de Francia.
Era muy común emplear como condimento las hierbas que crecían localmente. La salvia, la mostaza y, especialmente, el perejil, que crecían en toda Europa, eran especias de amplio uso en casi todas las regiones, de la misma forma que la alcaravea, la menta y el hinojo. El eneldo y la mostaza fueron muy populares como condimentos de muchas partes de la cocina alemana. El anís se empleaba como saborizante de pescados y de carne de pollo, y sus semillas cubiertas de azúcar para servir carnes confitadas al final de las comidas.

## Las comidas

### Dulces y postres
El azúcar era un producto muy caro, por lo que su consumo era muy moderado. La caña de azúcar podía ser cultivada en las partes más meridionales de Europa y la remolacha de azúcar estuvo ausente durante varios siglos más. El edulcorante más común era la miel, también frutas secas y los mostos de uva (una especie de sirope). Para las clases más favorecidas existía el mazapán y los anillos de naranja secos, muy populares en Francia e Italia desde el siglo xiv. Se empleaban algunos tipos de caramelos, servidos generalmente tras las comidas mints. Aquellos que no podían recolectar azúcar o miel recurrían a las chirivías y los nabos como fuentes alternativas para edulcorar ciertos platos.

## Bebidas

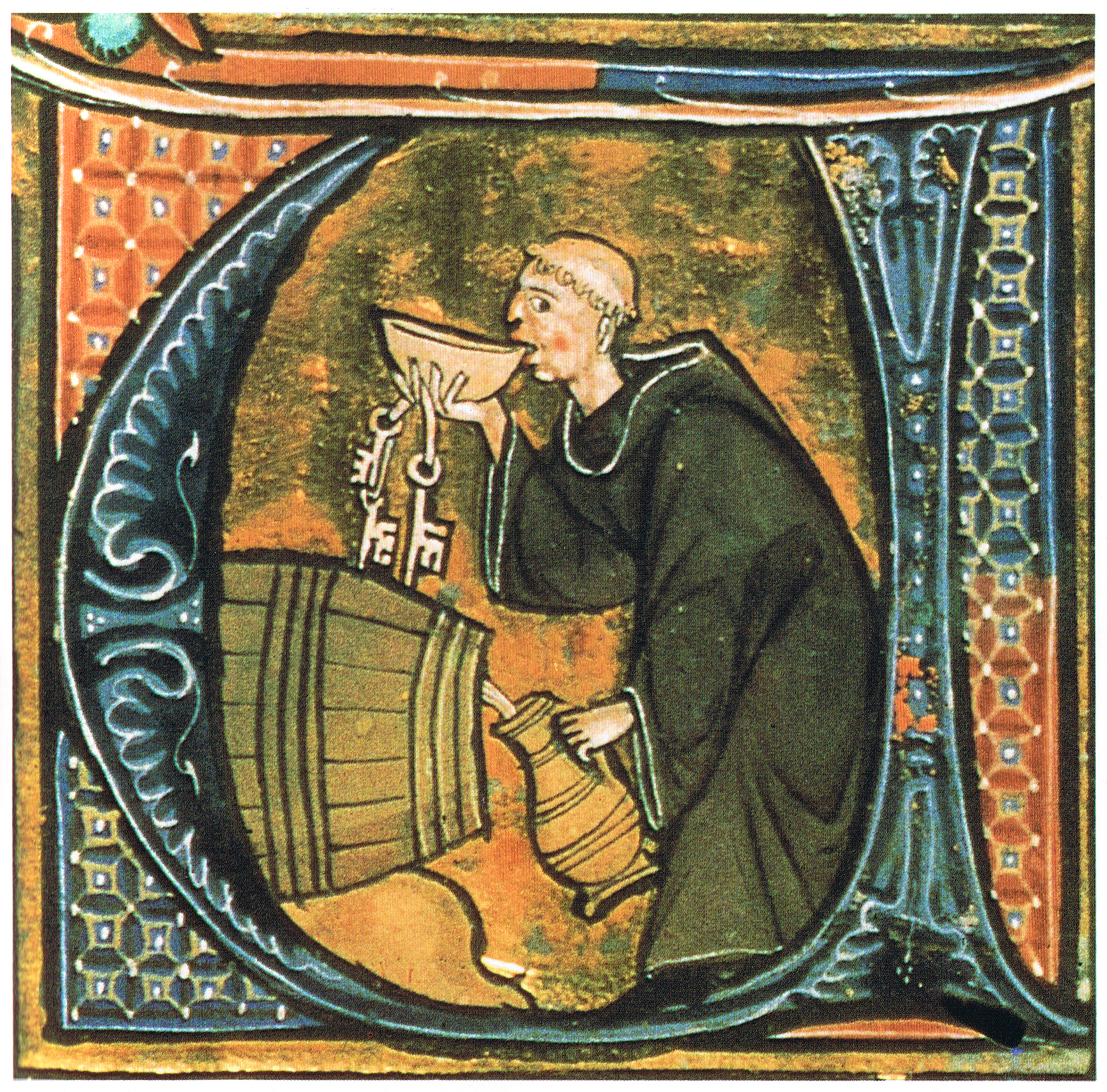
Un monje bebiendo un trago de vino

El agua hoy en día es tomada como una elección neutra para poder beber en una comida. En la Edad Media existían siempre serias dudas acerca de su pureza ya que para entonces no se conocían maneras de purificar el agua, su consumo representaba riesgos de contraer enfermedades y socialmente estaba asociado a la pobreza o a penitencias. En cambio, tomar bebidas fermentadas puras o mezcladas con agua era más seguro y además brindaba ventajas nutricionales, principalmente por su contenido calórico. De esta forma su bajo prestigio y las recomendaciones médicas hicieron de esta bebida la de menor preferencia frente a las bebidas alcohólicas como el vino, cerveza, hipocrás, hidromiel, sidra y perada, que generalmente eran más preferidas. Todas ellas eran consideradas más nutritivas y beneficiosas para la digestión que el agua.  
Las bebidas alcohólicas también fueron importantes en la medicina. Por ejemplo, en la peste negra las bebidas alcohólicas destiladas fueron apreciadas por su uso medicinal, pues servían como analgésico y tenían efectos sedativos. Aunque se usaron en la medicina, durante el Medioevo en Europa las bebidas destiladas no fueron tan populares como las fermentadas. Las técnicas de destilación fueron introducidas al continente hacia el año 1100 d. C., pero los monjes eran casi exclusivamente dueños de este conocimiento.
El vino se consumía a diario en la mayoría del territorio francés y en los países mediterráneos, en todos donde las uvas eran cultivadas. El vino era, por regla general, la bebida preferida de la nobleza, ya que podían producirla por sí mismos, mientras que en el campo era menos común entre campesinos y trabajadores. La bebida de los habitantes del norte de Europa se centraba sobre todo en la cerveza o ale. Debido a los problemas con la preservación de esta bebida durante cualquier período largo (especialmente antes de la introducción de malta), se hacía obligatorio que se consumiera sobre todo fresca. Era posiblemente turbia y quizás con un contenido de alcohol más bajo que el equivalente moderno típico. La leche fresca y los productos lácteos eran mucho menos comunes, debido en parte a la falta de tecnología para procesarlos y conservarlos adecuadamente. La leche pura se reservaba para los bebés o para los ancianos, generalmente como suero de leche o suero de mantequilla (leche mazada). Los adultos no la bebían, excepto aquellos que eran pobres o estaban enfermos. 

### Vino

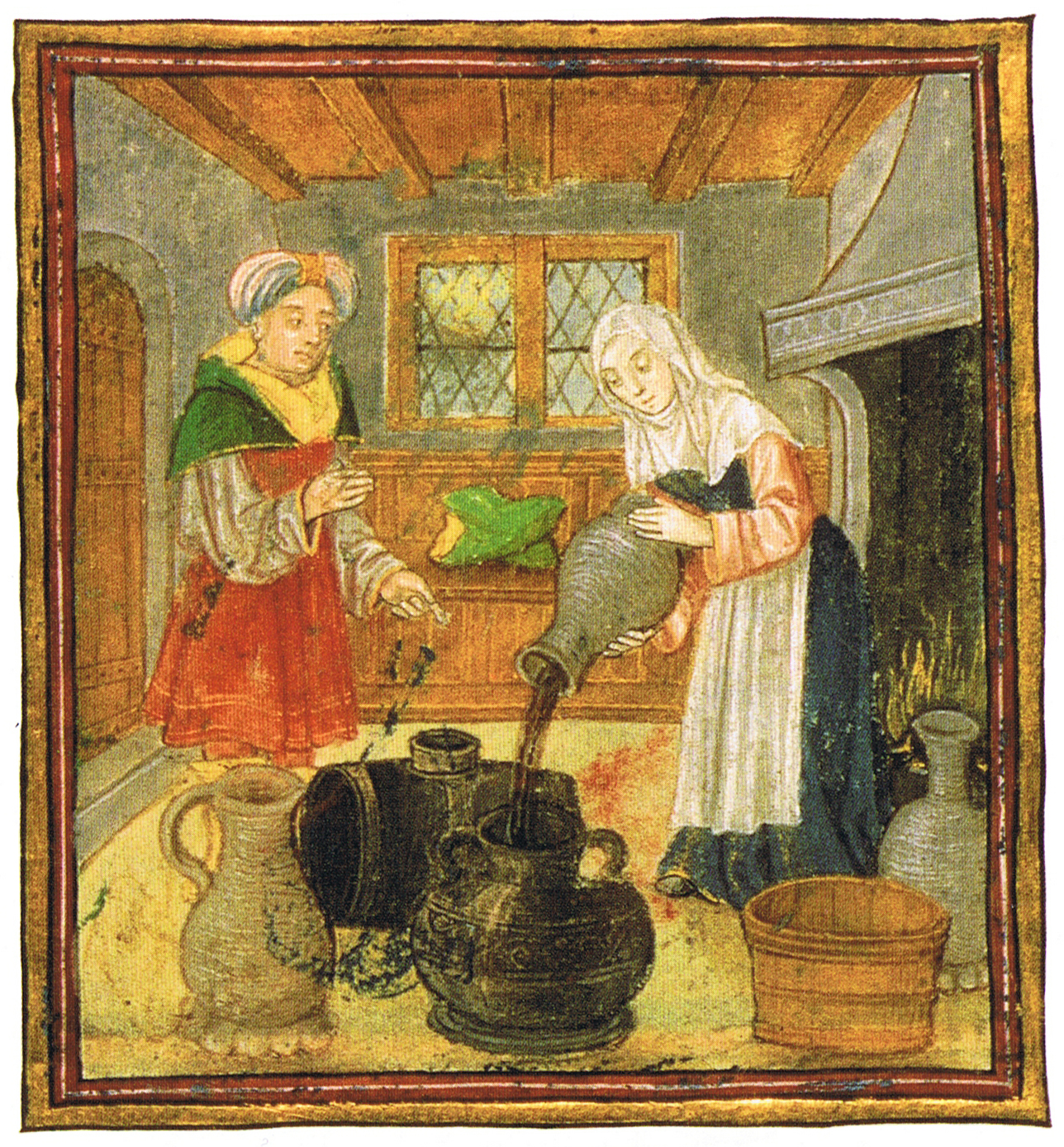
Un patrón demostrando cómo conservar y tratar adecuadamente el vino

El vino era la bebida más socialmente prestigiosa y también la opción más sana. Según la dietética fundamentada en la teoría de Galeno, debía ser considerado un fluido al mismo tiempo «caliente y seco» (de aquí proviene el uso moderno de «seco» al describir el sabor del vino  cuando de forma natural no es dulce), pero estas cualidades fueron moderadas cuando el vino fue mezclado con agua antes de beber, y esta mezcla se hacía a menudo. Las propiedades del vino eran muy diferentes de las asignadas al agua o incluso a la cerveza, que eran consideradas al mismo tiempo fría y húmeda. El consumo del vino con moderación (especialmente vino tinto) fue tenida como ayuda a la digestión, para generar «buena sangre» y para aclarar el humor. La iglesia cristiana también promovía el consumo moderado de vino y lo consideraba una conducta moral, mientras que beber en exceso correspondió al pecado de la gula y por ende era inmoral. Estas normas sociales sobre las bebidas alcohólicas eran predominantes en las clases altas y pesaban más sobre las mujeres.
La calidad del vino se diferenció considerablemente según vendimia, el tipo de uva, y más importantemente, según el número de los prensamientos realizados a la uva. La primera prensa se hacía a los vinos más finos y más costosos, que eran reservados para las clases más altas. Los segundos y terceros prensados generaban un contenido de baja calidad y con poco alcohol etílico. La gente corriente tuvo que beber generalmente un vino más barato, tal y como eran los vinos blancos, los vinos rosados, el piquette (en Francia) y el mezzo vino (en Italia), generalmente elaborados con un segundo o tercer prensado, significando que podría ser consumido en cantidades abundantes sin conducir a la intoxicación etílica. Para los más pobres y los religiosos ascetas a veces se tomaba ya casi en la frontera de lo que podría ser vinagre.
El envejecimiento de los vinos tintos de alta calidad requirió conocimiento especializado, así como un almacenaje costoso y además un equipo preparado para ese menester, con lo que dio lugar a un producto final aún más caro y exclusivo. Según los numerosos consejos dados en los documentos medievales acerca de cómo salvar el vino que empieza a dar muestras indicadoras de que se va a poner malo, la preservación del vino debía haber sido un problema extenso y bastante común. Aunque el vinagre era un ingrediente común en muchos platos, allí estaba solamente tanto de él que se podría utilizar contemporáneamente. En Le Viandier, guía de cocina escrita en el siglo xiv, hay varios métodos para salvar el vino estropeado, como cerciorarse de que los barriles del vino estaban llenos con una mezcla de semillas de uva blancas secas y hervidas con la ceniza de la vid (ambos eran conocidos como bactericidas eficaces), aunque los procesos químicos no eran entendidos en ese entonces. El especiado era no sólo popular entre la gente corriente, sino que también era considerado especialmente sano por los médicos. Se creía que facilitaba la digestión y que dirigía la energía a cada una de las partes del cuerpo, y era creencia que la adición de especias fragantes y exóticas lo haría aún más sano. Los vinos especiados fueron elaborados generalmente mezclando un vino (tinto) ordinario con un surtido de especias tales como jengibre, cardamomo, pimienta, granos del paraíso, nuez moscada molida, clavos y azúcar. Estos estaban contenidos en pequeñas bolsas que se empapaban en el vino vertido, y de esta forma se elaboraba el hypocras y el claré. Ya en el siglo xiv había un fuerte comercio de especias para este tipo de bebida.